# Al-Zarqali
Abū Isḥāq Ibrāhīm ibn Yaḥyā al-Naqqāsh al-Zarqālī (n. 1027, Toledo, Castilia-La Mancha, Spania – d. 1100, Córdoba, Andaluzia, Spania), cunoscut în latina medievală sub numele de Arzachel sau Arsechieles, a fost un celebru meșter în instrumente astronomice și astronom arab.
Craterul lunar Arzachel (crater)⁠(en)[traduceți] poartă numele său.

## Viața
Al-Zarqālī (Ibn Zarqala) s-a născut într-o familie  vizigotă convertită la islam în apropiere de Toledo, oraș din Andaluzia.
În secolul al XII-lea Gerard din Cremona a tradus în limba latină operele sale, numindu-l astronom și magician.
În secolul al XVI-lea savantul Nicolaus Copernicus îl menționează în lucrarea "De Revolutionibus Orbium Coelestium".
A fost supranumit  Al-Nekkach (făuritor de metale), căci, după cum se spune, a fost mecanic și artizan
de metale.
Inițial
construia instrumente astronomice pentru alți savanți, însă când aceștia au observant
calitățile sale intelectuale, au devenit interesați de el.
În
acest sens, i-au pus la dispoziție cărți pentru a studia astronomie, căci nu
avea studii de specialitate în acest domeniu.
În
scurt timp, devine membru al unui cerc de savanți, ajungând chiar să dețină
titlul de director al grupului.
Continuă
să construiască instrumente pentru ceilalți savanți, dar în scurt timp ajunge
să îi învețe el pe maeștrii lui anumite lucruri.

## Instrumente
În 1050 construiește la Toledo, centru major de transmitere a științei musulmane în Europa, două ceasuri uriașe cu apă care se alimentau din bazine săpate pe malurile râurilor Tajo, pentru a determina fazele lunii și orele diurne și nocturne.
Ceasurile
din Toledo au fost folosite până în 1135 când, în urma deciziei regelui Alfonso
VI, Hamis Ibn Zabara le-a demontat pentru a descoperi cum funcționează.
O dată demontate, acestea nu au mai putut fi asamblate niciodată.
Fiind cel mai important observator din epocă, construiește un nou instrument, asemănător unui astrolab, numit safiḥa.
Astrolabul
conținea un cerc zodiacal, un disc cu proiecția Ecuatorului, a Tropicelor și a
orizontului (conceput pentru o latitudine geografică anume).
Acesta
soluționa diverse probleme ale astronomiei sferice și permitea măsurarea
(calcularea) orelor zilei.
Utilizând modelul ptolemaic,  a construit un aparat (“Ecuatorial”) pentru măsurarea poziției unei stele.
Totodată, acesta permite să se determine prin mijloace mecanice la orice moment longitudinea celestă a unei planete.

## Teorii
Al-Zarqālī (Ibn Zarqala) operează unele corecții cu privire la unele informații consemnate de Ptolemeu și Al Khawarizmi, legate mai ales de lungimea Mării Mediterane.
De asemenea, descrie mișcarea planetelor și a Soarelui astfel încât Copernicus, influențat de teoriile sale, va promova teoria heliocentristă în lucrarea "De Revolutionibus Orbium Coelestium".
A fost primul care a dovedit deplasarea apogeului solar față de stele.

## Opere
- 1 - Tabelele toledane cuprind o sumă de tabele astronomice alcătuite de Al-Zarqālī (Ibn Zarqala) în scopul prezicerii mișcării Soarelui, Lunii, planetelor și stelelor.[6][8]

De asemenea, acestea cuprindeau și unele informații geografice preluate de la Ptolemeu și al-Khwārizmi.
Includ ecuații ale Soarelui, Lunii, planetelor.
Ulterior, toate tabelele astronomice din Europa au fost construite pornind de la modelul
lui Al Zarqali.
- 2 - Almanahul conține tabele trigonometrice, autorul descriind aici descoperirea mișcării seculare a unui plan ecliptic care induce trepidația.[8]

A demonstrat matematic  teoria  trepidației pornind de la idea că mișcarea stelelor fixe este determinată de mișcarea unei linii drepte care se intersectează cu centrul Pământului într-un punct mobil.
Capitolele introductive cuprind diverse teorii trigonometrice și computații.
Secțiunile dedicate trigonometriei conțin tabele cu sinusuri, cosinusuri, secante, tangente etc.
A fost tradus în latină de italianul John din Pavia în 1154 și de  William de St. Cloud în 1296.
De asemenea, a fost tradus  și în ebraică de către  Jacob Ibn Tibbon în 1301.
Traducerile în alte limbi, precum portugheză, catalană, castiliană etc., dovedesc o largă circulație a operei în epocă.
- 3 - Tratatul asupra mișcării stelelor teoretizează determinarea valorii poziției stelelor.[6][8]
- 4 - Despre anul solar  (Tratat comprehesiv despre soare)  cuprinde observații asupra a 25 de ani solari.[6][9]
- 5 - Tratat asupra mișcării planetelor (Risāla fī Ḥarakāt al‐kawākib al‐sayyāra wa‐tadbīri‐hi) este o lucrare  de magie și conține indicații în privința creării talismanelor.[9]

## Influența lui Al Zarqali asupra științei arabe și europene
Numeroși
savanți musulmani au fost influențați de Al Zarqali: Ibn al-Kammad, Al-Bitruji,
Abu Hasan al-Murrakushi, Ibn al-Banna.
Nicolaus
Copernicus îl citează în lucrarea De Revolutionibus, iar  Abraham Zacut are în vedere teoria sa asupra mișcării
Soarelui și a planetelor în tratatul referitor la astrolab.
Opera
lui Al Zarqali a fost intens tipărită în întreaga Europă până în secolul XVII.